# Caio Júnio Tiberiano
Caio Júnio Tiberiano (em latim: Caius Iunius Tiberianus) foi um oficial romano do século III, ativo no reinado dos imperadores Probo (r. 276–282) e Diocleciano (r. 284–305).

## Vida

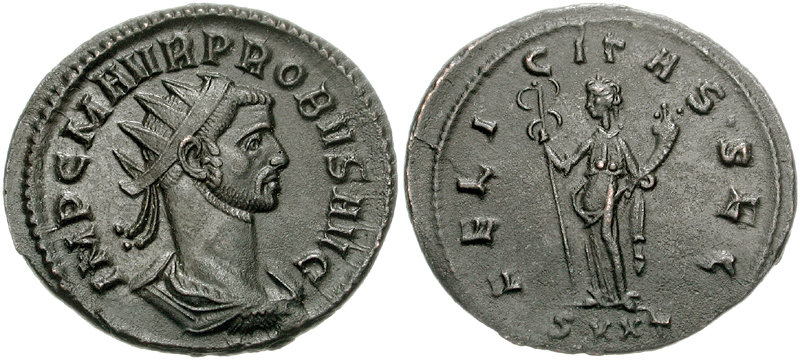
Antoniniano de Probo r.

Tiberiano aparece pela primeira vez em 281, quando tornou-se cônsul posterior com Probo. Entre fevereiro de 291 a 3 de agosto de 292 ocupou a posição de prefeito urbano de Roma. Em 291, tornar-se-ia cônsul anterior com Dião Cássio. Tiberiano era filho de Ateio Júnio Tiberiano e era presumivelmente pai de Júnio Tiberiano e possivelmente Publílio Optaciano Porfírio. Caso foi pai de Publílio, foi enviado em exílio por decreto do senado em algum momento após 291.